# Henryk IV (książę Brabancji)
Henryk IV (ur. ok. 1251 r., zm. 1272 r. lub później) – książę Brabancji od 1261 do 1267 r. z dynastii z Louvain.

## Życie
Był najstarszym synem księcia Brabancji Henryka III i Adelajdy (Alicji), córki Hugona IV, księcia Burgundii. Księciem Brabancji został po śmierci ojca, jako dziecko. Rządy objęła początkowo jego matka, jednak stan ten wywołał poważny kryzys – zarówno możni baronowie z księstwa, jak i sąsiedni władcy (zarówno świeccy, jak i duchowni) zaczęli zgłaszać swoje pretensje do opieki nad małoletnim Henrykiem. Dopiero abdykacja upośledzonego fizycznie i umysłowo Henryka w 1267 r. na rzecz swego młodszego brata, Jana I uspokoiła sytuację. Sam Henryk wstąpił wówczas do zakonu.